# Élection présidentielle israélienne de 1949
L'élection présidentielle israélienne de 1949 se déroule le 16 février 1949 afin que les membres de la Knesset désignent le  président de l'État d'Israël. Il s'agit de remplacer le président du Conseil d'État provisoire par un Président de l'État d'Israël. 
Le président sortant du Conseil d'État provisoire, Chaim Weizmann, est élu président de l'État d'Israël face au professeur de littérature hébraïque, Yosef Klausner.

## Résultats
| Candidat                 | Candidat                 | Parti                    | Premier tour | Premier tour |
| Candidat                 | Candidat                 | Parti                    | Voix         | %            |
| ------------------------ | ------------------------ | ------------------------ | ------------ | ------------ |
|                          | Chaim Weizmann           | Sionisme général         | 83           | 84,69        |
|                          | Yosef Klausner           | Indépendant              | 15           | 15,31        |
|                          |                          |                          |              |              |
| Majorité requise         | Majorité requise         | Majorité requise         | 61 voix      | 61 voix      |
|                          |                          |                          |              |              |
| Suffrages exprimés       | Suffrages exprimés       | Suffrages exprimés       | 98           | 85,96        |
| Votes blancs et nuls     | Votes blancs et nuls     | Votes blancs et nuls     | 16           | 14,04        |
| Total                    | Total                    | Total                    | 114          | 100          |
| Absents                  | Absents                  | Absents                  | 6            | 5,00         |
| Inscrits / Participation | Inscrits / Participation | Inscrits / Participation | 120          | 95,00        |